# Пун оклоп
Пун оклоп је оклоп који је направљен од великих пуних металних плоча. Прекрива груди а понекад и читаво тело. Пун оклоп штити груди и удове. Користили су га древни Грци као и Римљани и после пада римског царства излази из употребе. Оклопи од пуних металних плоча враћају се у употребу тек крајем 13. века и то као потпуни оклоп који је штитио све зглобове. Крајем 14. века појавили су се још већи и савршенији пуни оклопи за цело тело. Почетком 16. века направљен је шлем и штитник за врат. Најбољи пуни оклопи правили су се у северној Италији и јужној Немачкој, тако да су настала два стила производње такозвани милански који се правио у Милану и готички који се правио у Светом римском царству. И Енглези су касније направили свој модел који је био једнак италијанским и немачким оклопима, ствроривши још један стил - максимилијански.
Пун оклоп је био скуп за производњу те је био привилегија богатијег слоја друштва. Пун оклоп је дуго после избацивања из војне употребе појавом барута, постао знак богатства који су и даље носили племићи и генерали. Такође постао је популаран и међу трговцима у 16. веку. У 15. веку је такође постао популаран пун оклоп који је био дизајниран посебно за витешке борбе (био је тањи од оног намењеног правим биткама). Каснији оклопи су били украшени библијским и митолошким мотивима.
Еволуција пуног оклопа је директно утицала и на развој оружја. Док су ови оклопи били отпорни на сечење и ударце, лако су пробијани стрелама испаљеним из моћних самострела и енглеских дугих лукова, и њихове слабе тачке лако су проналазили заоштрени дуги мачеви који су били дизајнирани посебно за ову сврху. Међутим већина самострела није могла да пробије оклоп дебљи од 2 mm. Такође су коришћени и буздовани који нису пробијали оклоп, већ су задавали веома снажне тупе ударце преко самог оклопа. Још једна од слабих тачака оклопа су биле спојнице где су ножеви и мачеви лако могли да прођу. Због ових слабости многи витезови су испод пуног оклопа носили и верижњачу.
Пун оклоп се састојао од шлема, огрлице, нараменица, штитника за колена, штитника за лактове, рукавица, оклопа (штитник за груди предњи и задњи ) и штитника за кукове. Иако изгледа веома тежак, неки пуни оклопи су тежили само 20 kg. Ово тежи мање него опрема данашњег пешадинца. Тежина је била одлично распоређена тако да је војник могао да трчи, чак и да скаче у њему, а данашња истраживања су показала да се може чак у њима и пливати.
Пуна одела готског плочастог оклопа су се носила на ратиштима Бургундских и Италијанских ратова. Најтеже оклопне трупе тог периода биле су тешка коњица, као што су жандарми и рани кирасири, али су пешадијске трупе швајцарских плаћеника и Ландскнехта такође почеле да носе лакша одела са муницијским оклопом од „три четвртине“, остављајући поткољенице незаштићеним.

## Јапан
У јапанском периоду Кофун, током 4. и 5. века, направљене су кирасе од гвоздених плоча зване танко и шлемови. Плочасти оклоп је коришћен у Јапану током нара периода (646-793); плочасти и ламеларни оклопи пронађени су у гробним хумкама, а пронађене су и ханиве (древне глинене фигуре) које приказују ратнике у пуном оклопу.
У Јапану, ратовање у сенгошком периоду (15. и 16. век) захтевало је производњу великих количина оклопа за све веће пешадијске армије пешака (ашигару). Једноставни грудни оклопи (до) и шлемови (кабуто) квалитета муниције су се масовно производили.
Године 1543, Португалци су донели ватрено оружје (танегашима) у Јапан. Како су јапански ковачи мачева почели масовно да производе ватрено оружје са шибицом и оно је почело да се користи у рату, употреба ламеларног оклопа (о-јорои и до-мару), који се раније користио као самурајски оклоп, постепено се смањивала. Јапански произвођачи оклопа почели су да праве нове типове оклопа од веће гвоздене плоче и плочасте коже. Ово ново оклопно одело се зове тосеи гусоку (гусоку), што значи модерни оклоп. Тип гусокуа, који је покривао предњи и задњи део тела једном гвозденом плочом са подигнутим средиштем и оклопом у облику слова „V”, посебно се звао нанбан доу гусоку („гусоку у западном стилу”) и користили су га неки самураји. Јапански произвођачи оклопа дизајнирали су непробојни плочасти оклоп под називом тамеши гусоку („тестиран мецима“), који је омогућио војницима да наставе да носе оклоп упркос интензивној употреби ватреног оружја у касним 1500-им.
Током 1600-их, рат у Јапану је дошао до краја, али самураји су наставили да користе плочасте оклопе све до краја ере самураја 1860-их, а позната последња употреба самурајског оклопа догодила се 1877. током Сацума побуне.

## Касни средњи век
Око 1420. године у Европи су развијена комплетна одела плочастог оклопа. Комплетно одело плочастог оклопа састојало би се од шлема, жоржета. (или бевора), нараменица, наруквица са нараменицама за покривање пазуха, као што је присутно у француским оклопима, или бесагју (такође познати као рондели) који су се највише користили у готским оклопима, ребрацесима. Најпотпунији комплети, познати као гарнитуре, који су чешће прављени за надметање него за рат, укључивали су комаде размене, алтернативне комаде за различите намене, тако да се одело може конфигурисати за низ различитих употреба, на пример за пешадијску борбу или на коњу. До касног средњег века чак је и пешадија могла себи да приушти да носи неколико комада плочастих оклопа. Производња оклопа је била профитабилна и свеприсутна индустрија током средњег века и ренесансе.
Комплетно одело плочастог оклопа направљеног од добро каљеног челика тежило би око 15 – 25 kg. Носилац је остао веома окретан и могао је да скаче, трчи и да се на други начин слободно креће јер је тежина оклопа била равномерно распоређена по целом телу. Оклоп је био зглобан и покривао је цело тело човека од врата до пете. У 15. и 16. веку, војници са плочастим оклопима били су језгро сваке војске.

## Ренесанса
Немачки такозвани максимилијански оклоп из раног 16. века је стил који користи тешке канелуре и нешто украсног бакрописа, за разлику од једноставније завршне обраде на белим оклопима из 15. века. Облици укључују утицај италијанских стилова. Ово доба је такође видело употребу затворених шлемова, за разлику од салета и барбута у стилу 15. века. Током раног 16. века, дизајн кациге и штитника за врат је реформисан како би се произвели такозвани нирнбершки оклопи, од којих су многи ремек дела израде и дизајна.
Како је ватрено оружје постајало све боље и чешће на бојном пољу, корисност пуног оклопа је постепено опадала, а пуна одела су постала ограничена на она направљена за надметање која су се наставила развијати. Декорација финог оклопа се значајно повећала у том периоду, користећи низ техника, и додатно значајно повећала цену. Производили су се детаљно украшени плочасти оклопи за краљевске породице и веома богате. Високо украшени оклоп се често назива парадним оклопом, што је помало погрешан израз јер би се такав оклоп могао носити током активне војне службе. Оклоп од челичних плоча за Анрија II од Француске, направљен 1555. године, прекривен је педантним утиснутим обрасцима, који су подвргнути плављењу, посребрењу и позлати.